# Cypholophus macrocephalus
Cypholophus macrocephalus là loài thực vật có hoa trong họ Tầm ma. Loài này được (Blume) Wedd. mô tả khoa học đầu tiên năm 1854.